# 一中商圈
座標: 北緯24度08分50秒 東経120度41分09秒 / 北緯24.1471065度 東経120.6857698度

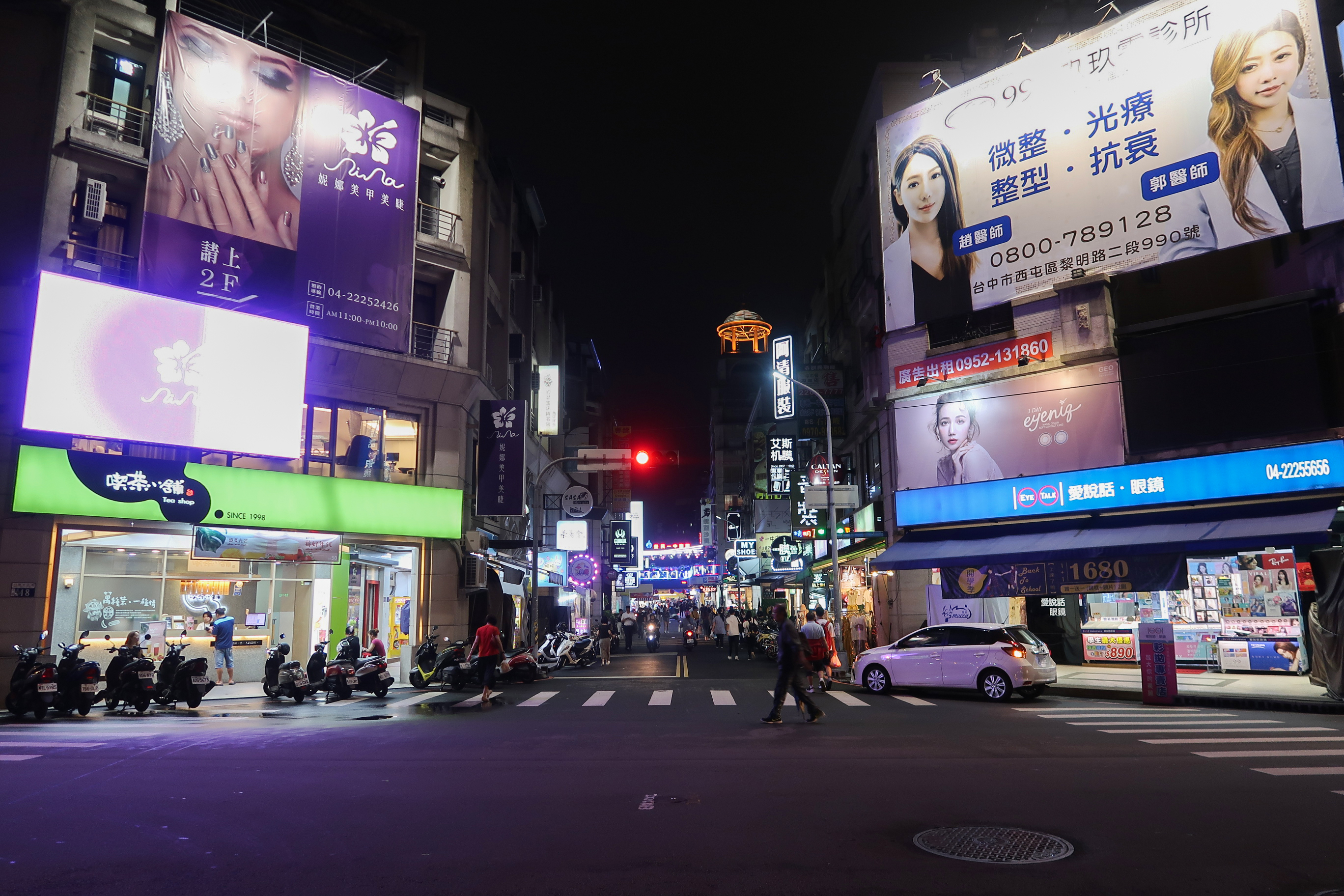
夜の一中街

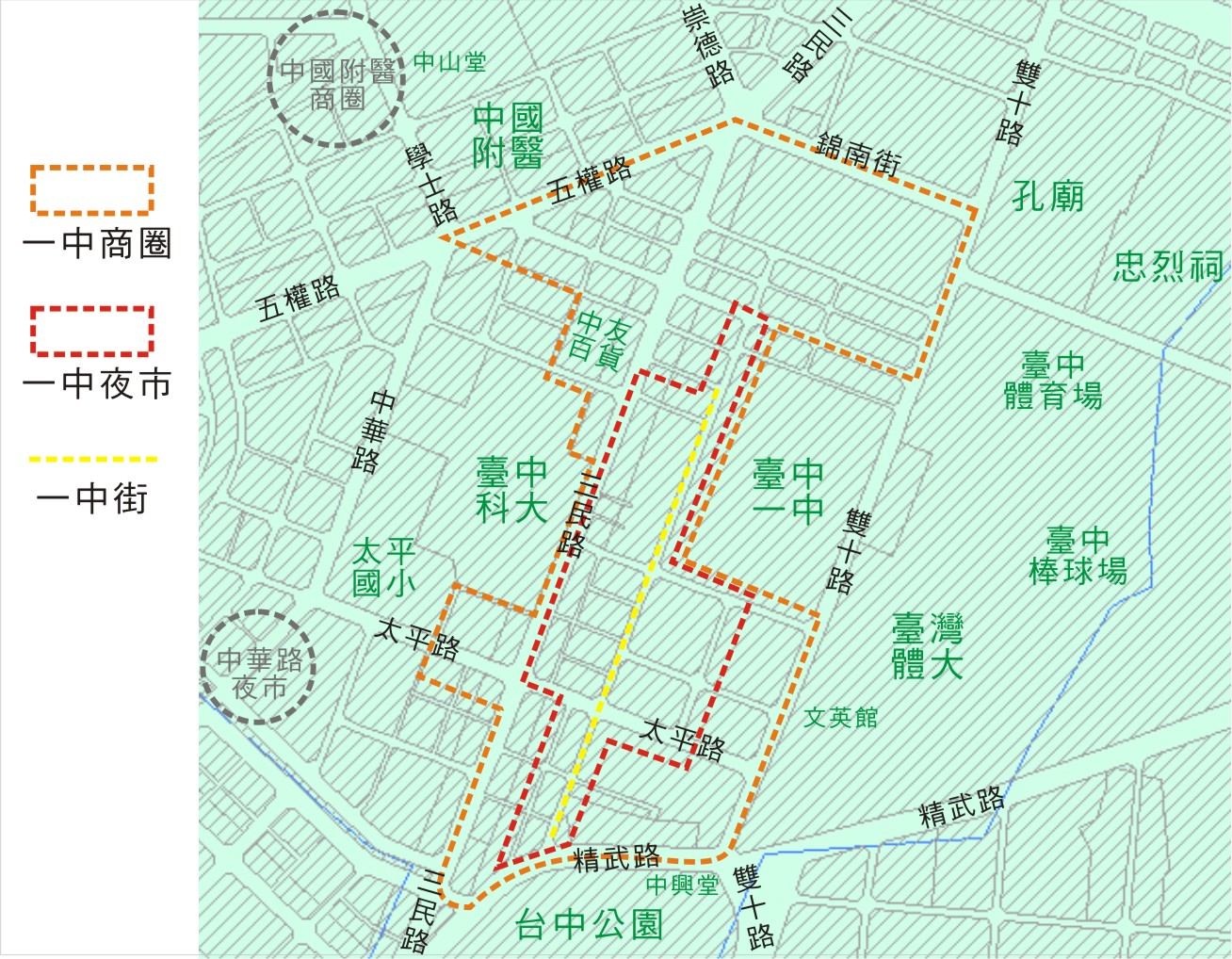
一中商圈の範囲

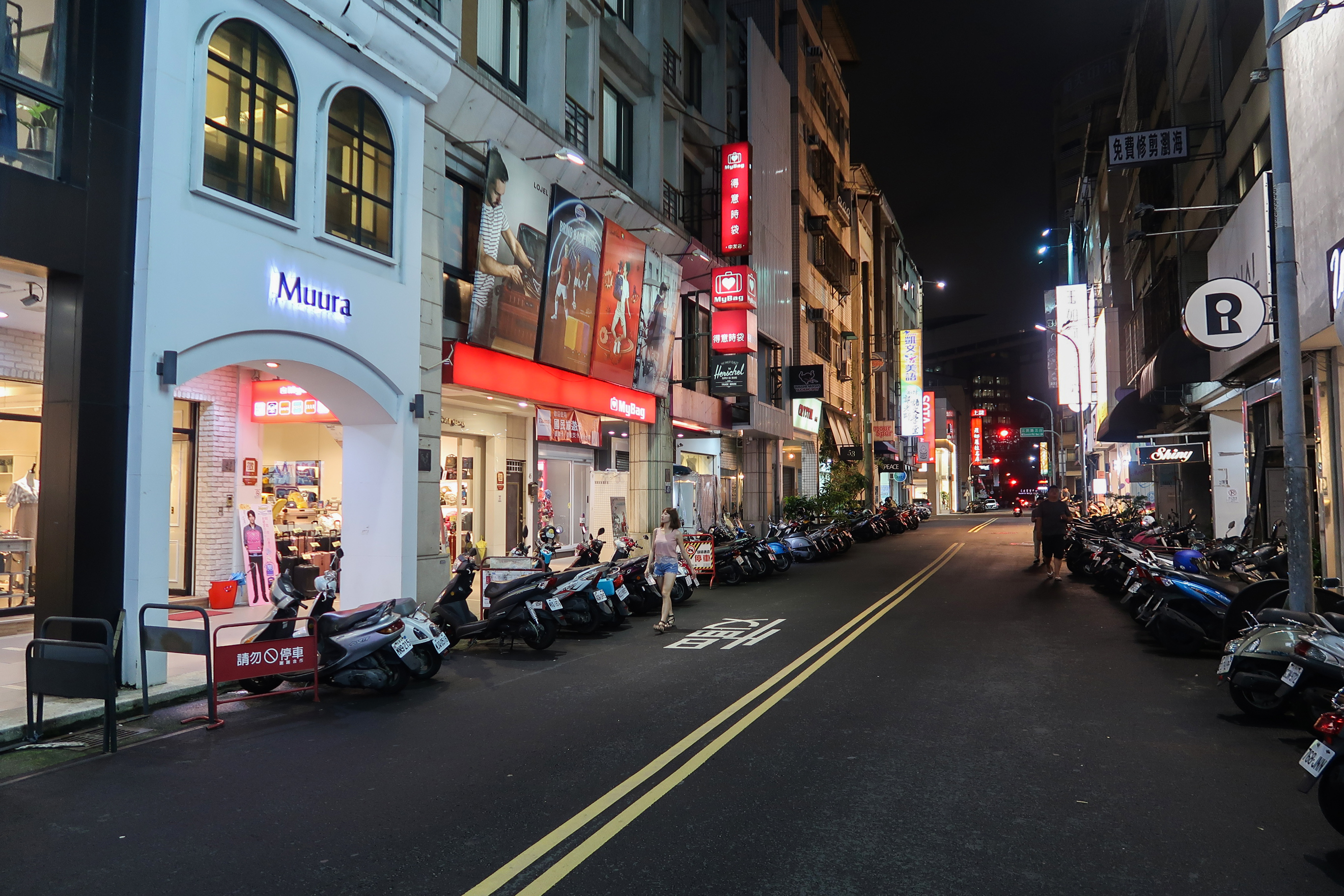
錦新街の商店街（2019年）

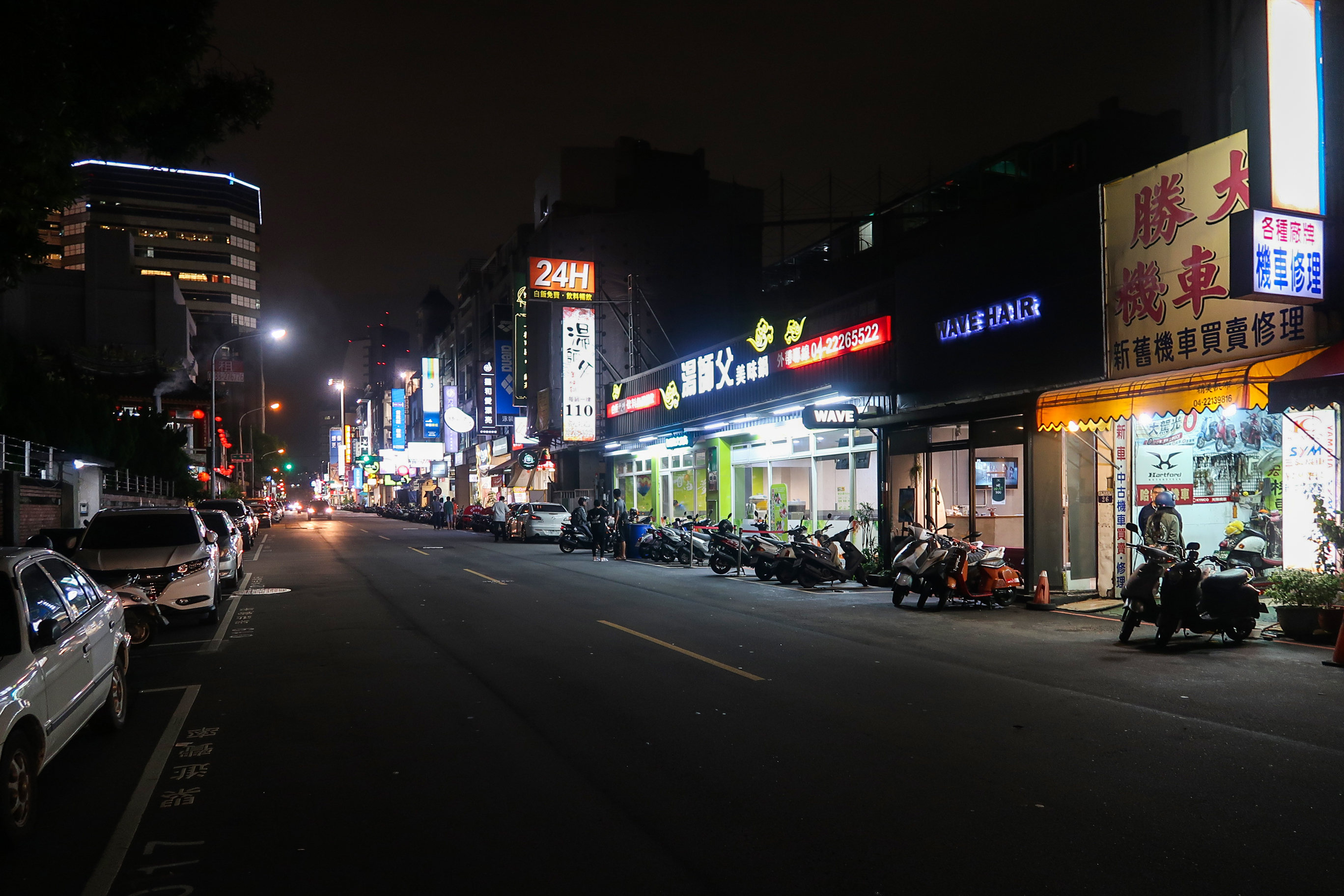
育才北路的商店街（2019年）

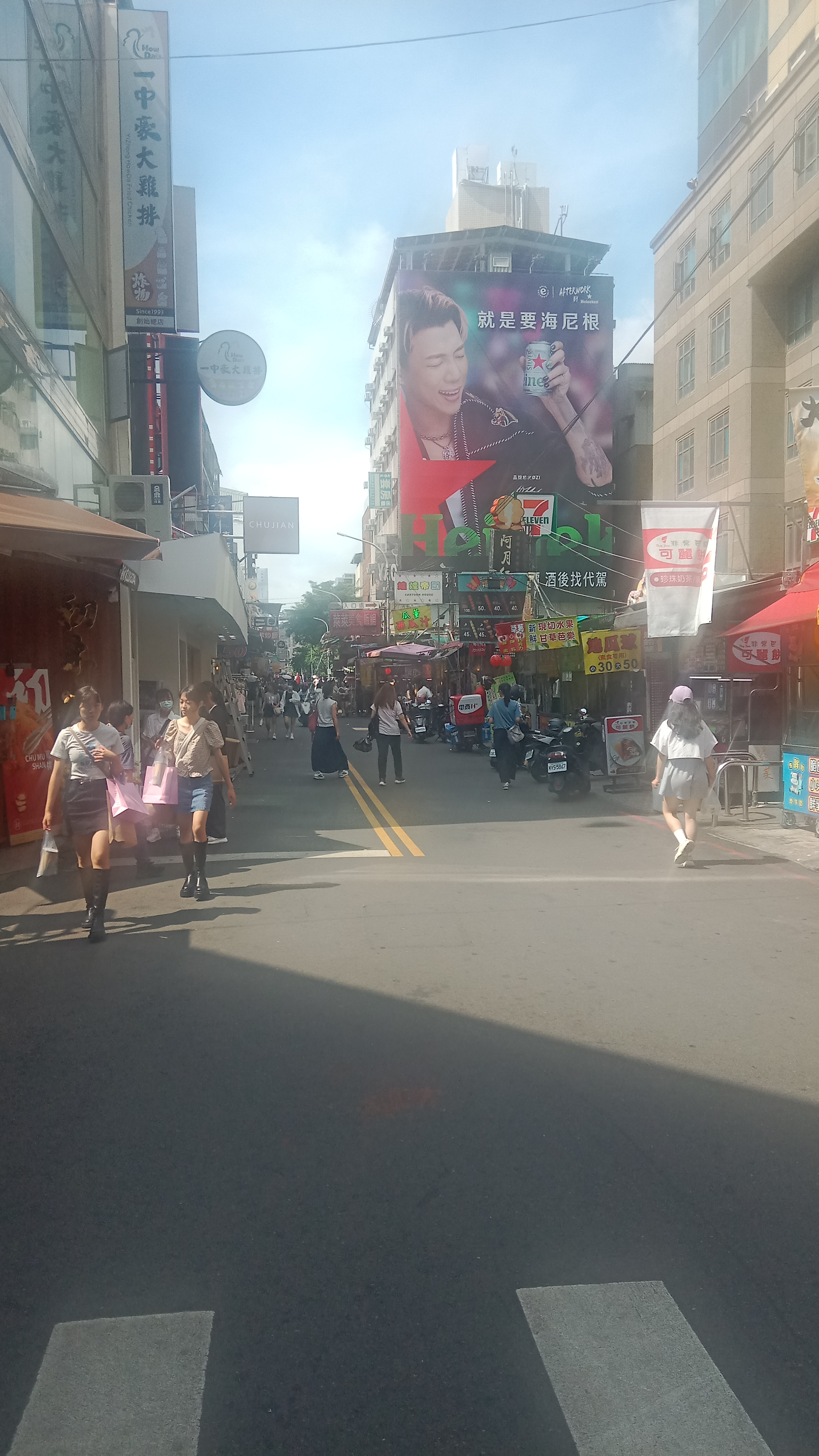
一中街の露店

一中商圈（または一中街、台中一中商圈、一中街夜市）は、台湾台中市北区に位置する大規模な商業エリア。台湾中部地方代表的な繁華街の一つである。この商店街は一中街を中心に、三民路、太平路、育才街、育才南街、育才北路が囲まれるエリア。1980年代、水利ビルと来来百貨店の完成に伴い、補習校（塾）が集まり始めたことで、台湾中部地方の学生たちの集まる場所となり、若者向けのファッションなどのショップが集積する繁華街と発展した。2006年には国立中興大学の調査で、台中市で最も人気のある商店エリアに選ばれた。

## 概要
一中商圈（一中街）は、台中一中（台湾国立台中第一高等学校）横の一中街を主体とする商業エリアである。このエリアには、国立台中科技大学や台中市北区太平国民小学校があり、南側には台中公園、中興堂、市立精武図書館、三民路婚紗街（ブライダルロード）がある。東側は、台中一中、国立台湾体育運動大学、文英館、台中体育場、台中野球場、孔子廟、忠烈祠、救国団、双十中学校、力行小学校などが集まる大規模な文教地区と隣接している。また、北側には中国医薬大学付属病院と隣接している。
当初は周囲に点在する塾の生徒たちの食事需要に応える形で商店街が発展し始め、数軒の食堂や文具店、古本屋が営業していた。しかし、台中農田水利会の水利尊賢ビルが完成した後、大型の連鎖塾が十数軒進出し、さらに来来百貨店台中店の設立が商業エリア形成を加速させた。その後、中友百貨店が進出し商圏が拡大、多くの人々を惹きつけるとともに巨大な商業チャンスを生み出した。現在では、このエリアの三民路が台中市で最も交通量が多く、バス路線も集中する主要道路の1つとなっている。

## 特徴
平日の営業時間は高校の放課時間と一致しており、午後5時頃から人が集まり始める。大半は塾に急ぐ高校生であるため、「安い・ボリュームが多い」が飲食店の特徴である。休日は朝から夜まで多くの人で賑わい、主に観光客が訪れる。平日に制服姿の高校生が多いのに対し、休日は観光客が中心となり、異なる雰囲気を楽しむことができる。
一中商圈のもう1つの特徴は、同種の店舗が集積している。例えば、短い育才街には十数軒の有名なメガネチェーン店が集まり、太平路にはスポーツ用品店が一列に並ぶ。激しい競争の中で価格が他地域より安い。また、三民路沿いには美容室やヘアサロンが多く立ち並び、台中市の伝統的な三民路婚紗街（ブライダルロード）と隣接している。
近年、メディアでの大々的な報道や台中市政府による計画的な推進により、商業エリアは若者向けの流行文化をテーマに再構築されている。北部では益民建設による「一中西門町」や「一中新天地商圈」、また精武路一中街口のプロジェクトなどが相次いで登場し、商業エリアの範囲がさらに広がっています。

一中街は台湾中部地方における若者文化の発信地となっており、その地位は、東京の渋谷、ソウルの明洞、台北の西門町に相当する。

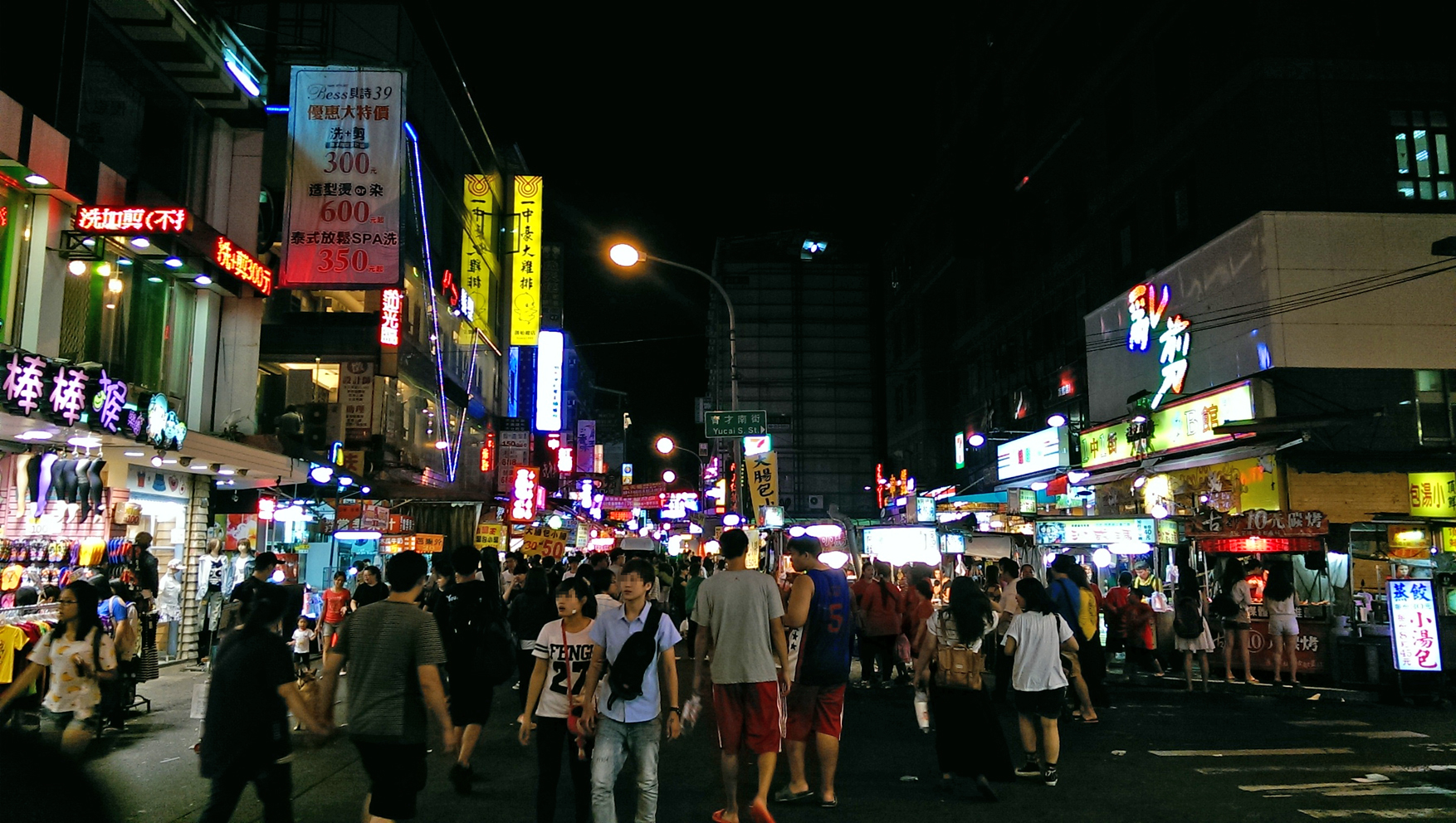
夜の一中街（育才南街）
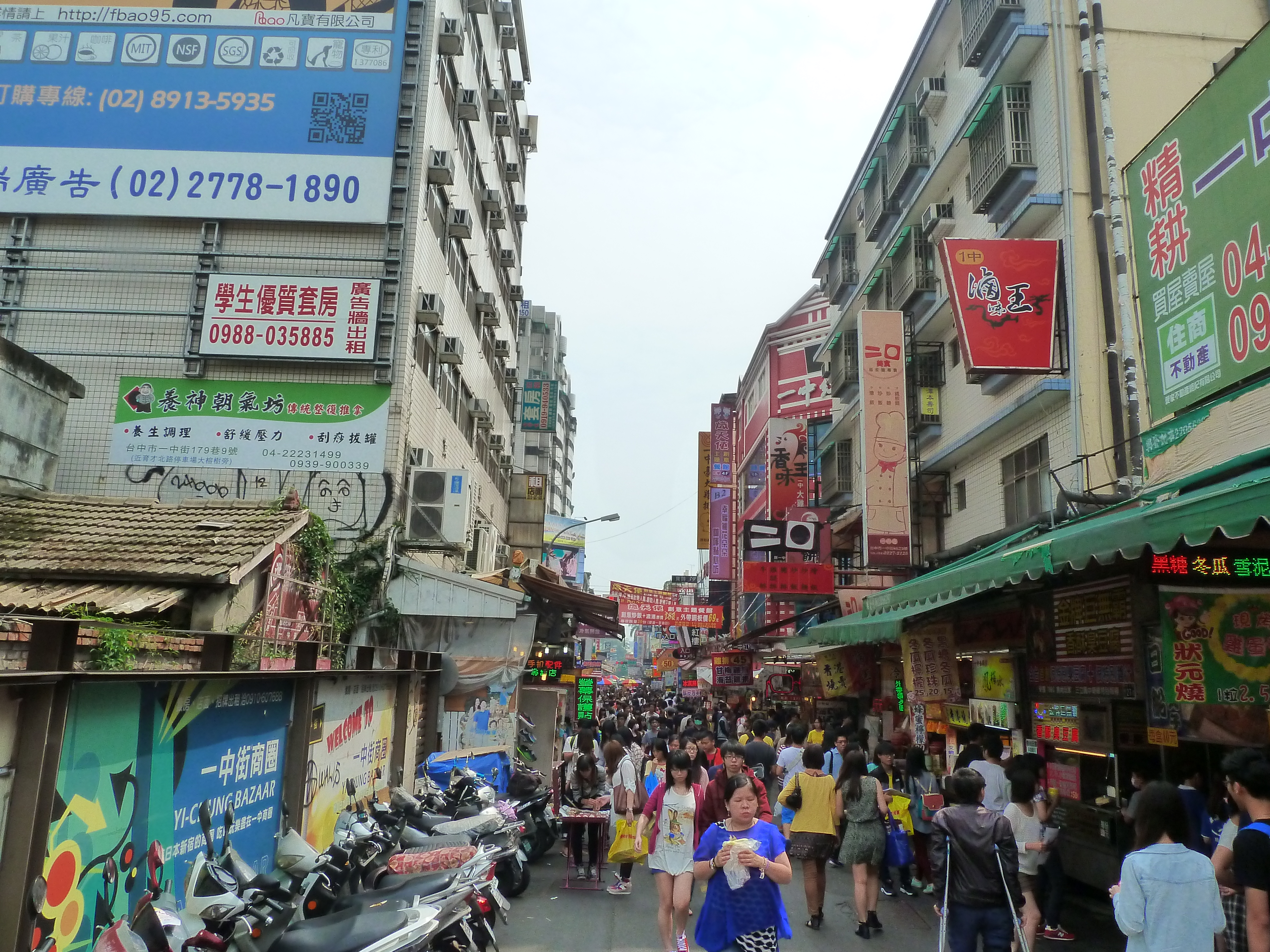
昼の一中街（育才街）
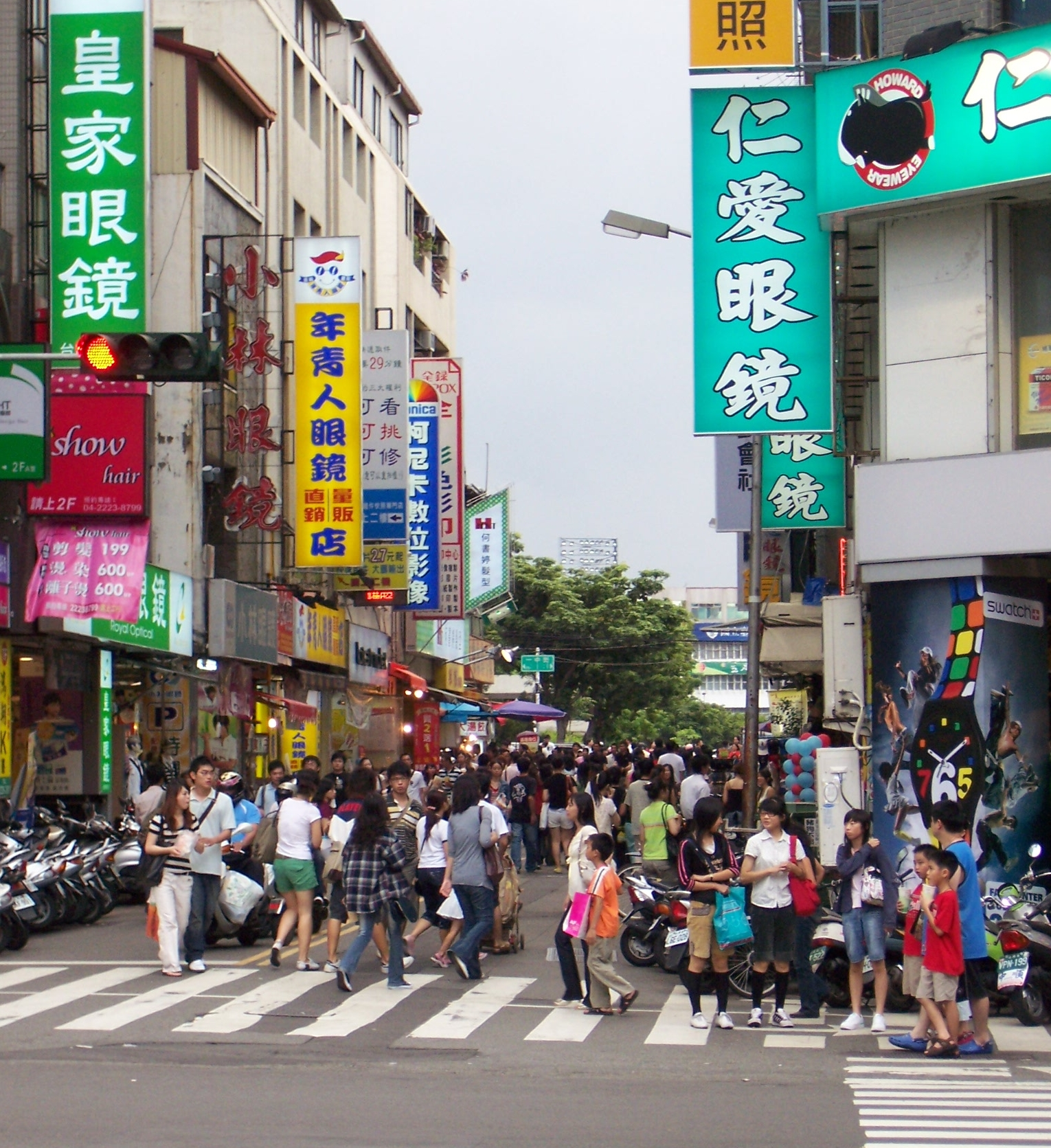
育才街（メガネストリート）
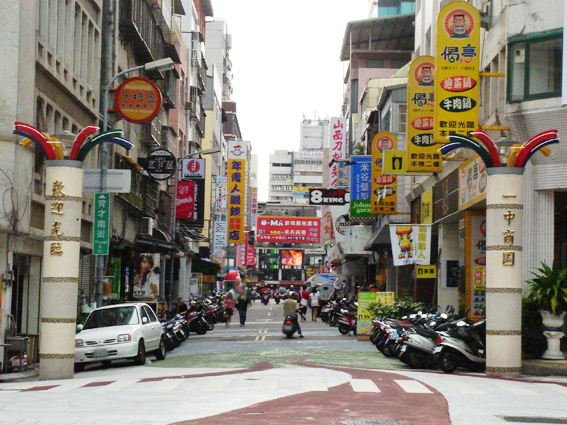
育才南街と雙十路の交差点
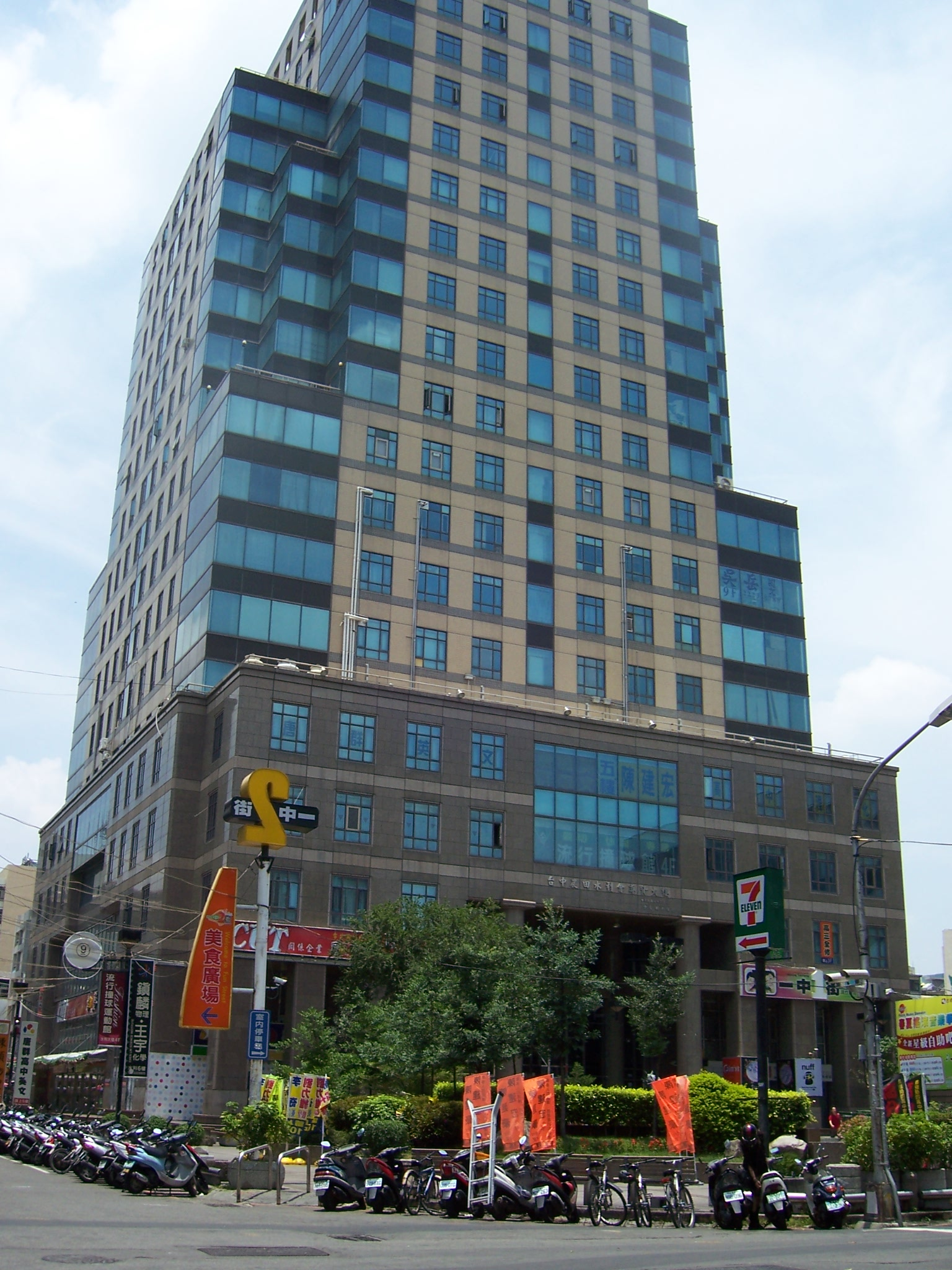
台中農田水利会尊賢ビル（水利ビル）
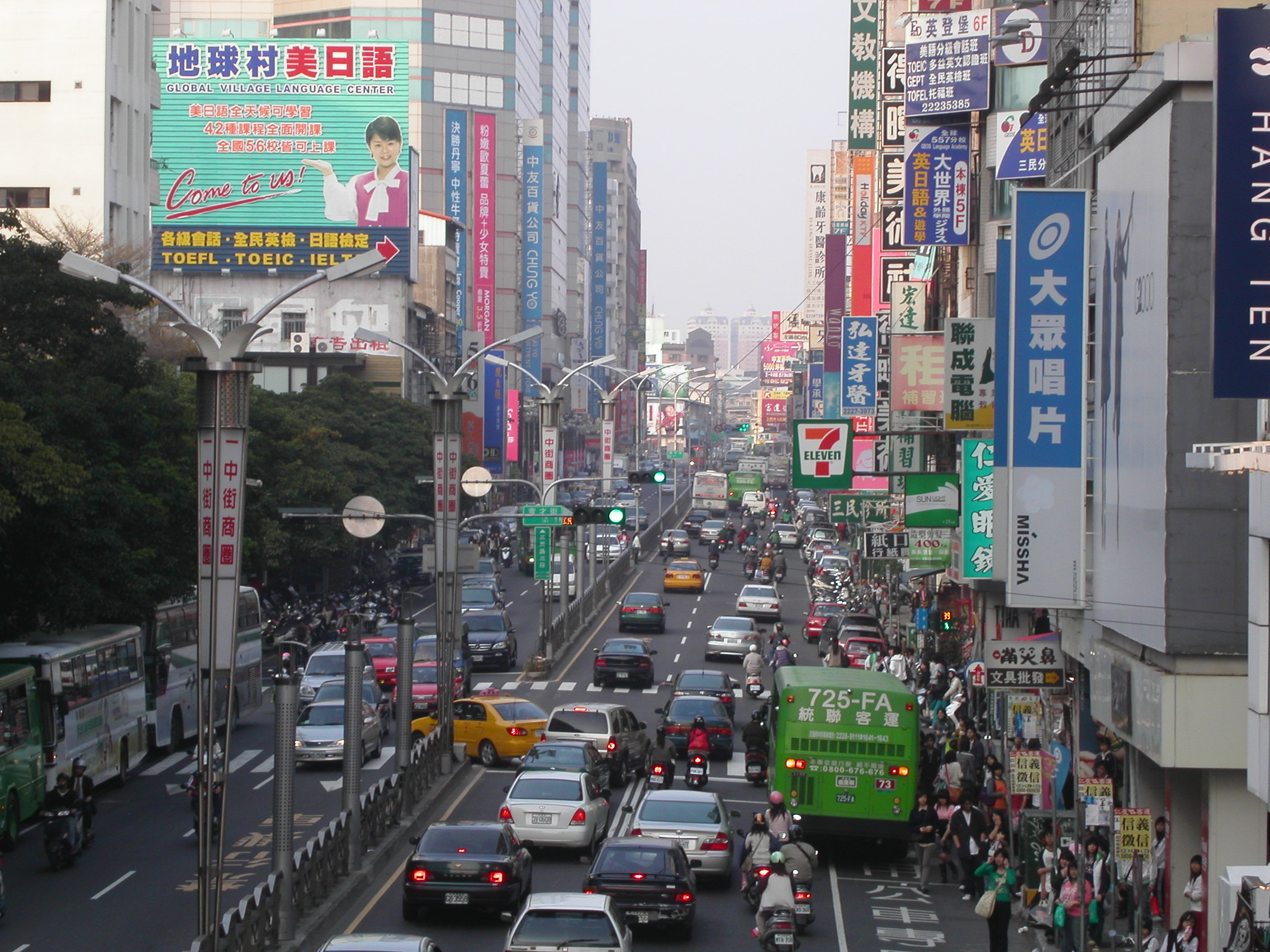
賑やかな三民路三段，左側は国立台中中科技大学と中友百貨店，右側は一中街。
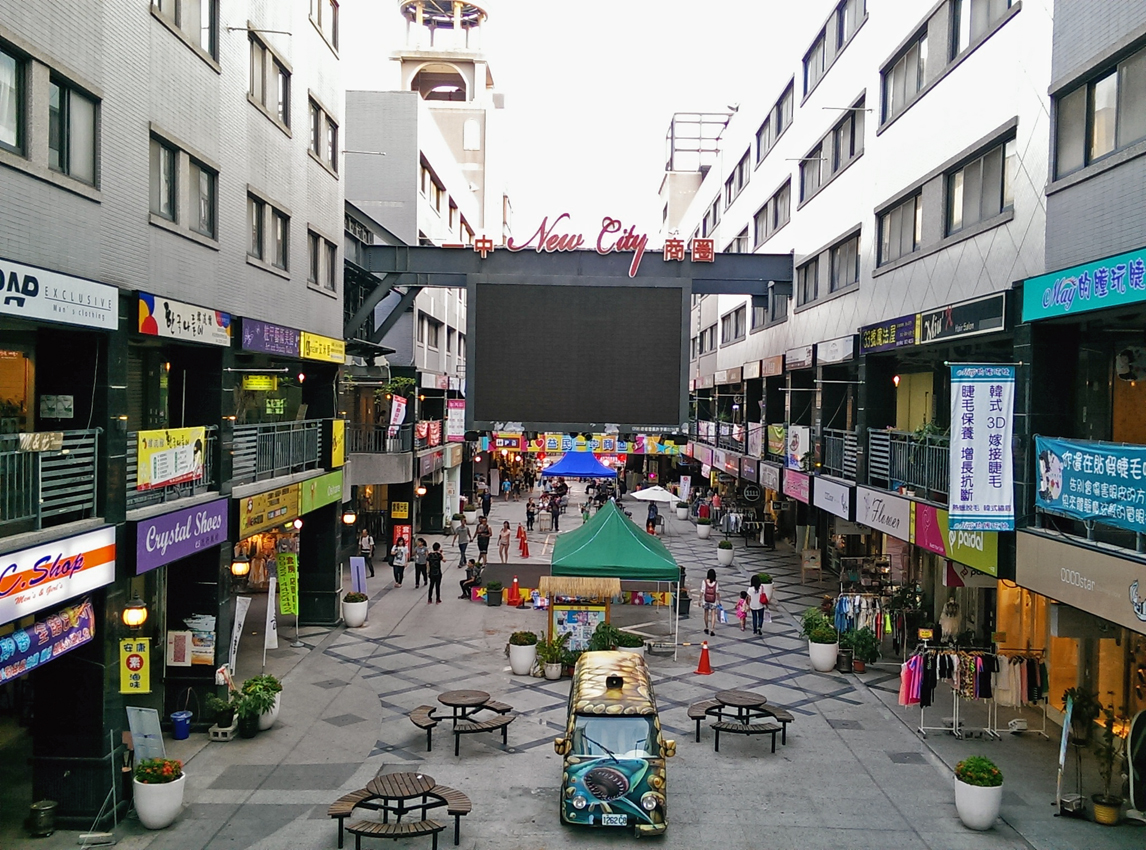
一中益民商業エリア
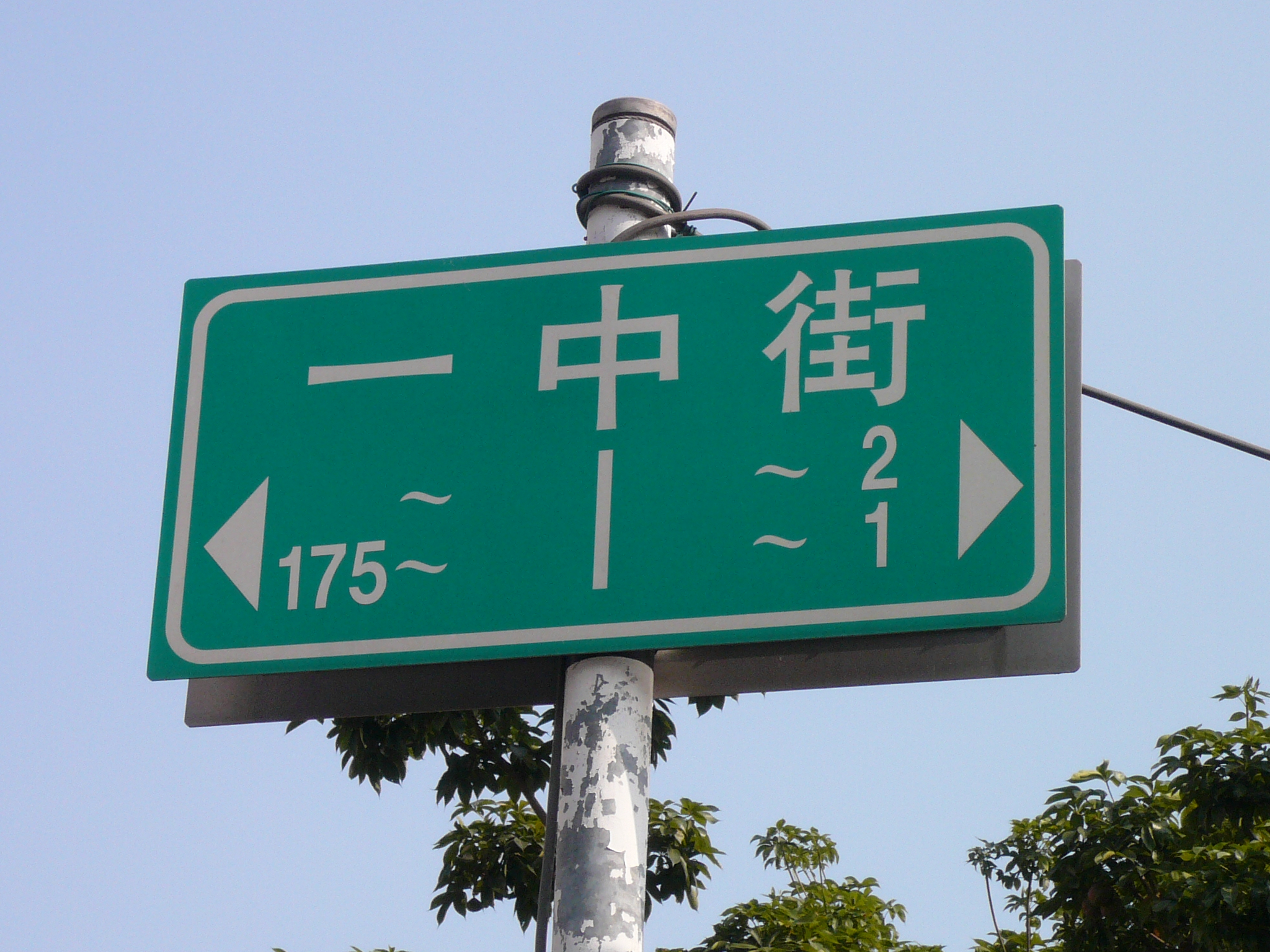
一中街の標識

## 交通

### 台中市営バス
国立科技大学、中友百貨店、一心市場（三民路）
- 台中客運：6、8、12、14、14副、15、26、29、35、70、82、108、132、304、307、500、700
- 統聯客運：61、73、303、308、326
- 全航客運：5、12、58、700
- 豐原客運：12、203、280、286、288、289、900
- 中台湾客運：1、25、700
- 中鹿客運：21、99、105